# James Tyrie
James Tyrie (Drumkilbo, 1543 – Roma, 27 maggio 1597) è stato un teologo scozzese, membro della Compagnia di Gesù.

## Biografia
Dopo aver studiato all'università di St. Andrews, raggiunse Edmund Hay alla missione de Gouda. In sua compagnia si recò poi a Roma ed entrò nella Compagnia di Gesù. Venne quindi inviato al Clermont College, a Parigi, nel giugno del 1567, dove Hay era divenuto rettore e vi rimase, in varie posizioni, fino al 1590.
Durante questo periodo ebbe una lunga controversia con John Knox, contro il quale scrisse The Refutation of ane Answer made be Schir Johne Knox to ane letter be James Tyrie (Parigi, 1573). L'anno successivo discusse diverse questioni sulla religione con Andrew Melville, in privato a Parigi.
Nel 1585 venne inviato a Roma, come rappresentante della Francia, nel comitato dei sei, incaricato dal padre generale dei gesuiti Claudio Acquaviva, di redigere la "Ratio Studiorum", stampata nel 1586. Fu rettore del Clermont College durante l'assedio di Parigi (maggio-settembre 1590). Diresse oltre un centinaio di studiosi, nonché una grande comunità di religiosi da mantenere, in un momento in cui gli uomini morivano di fame nelle strade. Dopo che il Duca di Parma aveva rivitalizzato la città (settembre), Tyrie venne nuovamente inviato a Roma, come rappresentante francese della congregazione, che sostenne il governo di padre Acquaviva.
Al suo ritorno in dicembre, Tyrie venne inviato all'Università di Pont-à-Mousson, come professore di sacre scritture e capo dello Scots College, e due anni dopo, a seguito della morte di Edmund Hay e Paul Hoffaeus, venne nuovamente chiamato a Roma (22 maggio 1592), dove divenne assistente per Francia e Germania, e giocò un ruolo importante nella VI Congregazione Generale della Compagnia di Gesù (1593).
Egli sostenne a Roma gli sforzi vani in Scozia dei conti cattolici di Huntly, Erroll e Angus per mantenere se stessi, con il beneplacito di re Giacomo VI di Scozia, con la forza delle armi contro il Kirk (1594). I Conti chiesero ed ottenuto una sovvenzione da Papa Clemente VIII; la mediazione ed i consigli di padre Tyrie vennero sempre tenuti in alta considerazione sia dal papa che dai negoziatori scozzesi. Egli, inoltre, adottò misure per ripristinare l'ospedale scozzese a Roma, che alla fine (1600) divenne il Collegio Scozzese.
Eccezionale la sua capacità di mantenere buoni rapporti con gli avversari, Tyrie venne elogiato da uomini come David Buchanan, sia per la sua abilità che per la sua cortesia. Parte del suo cursus è conservato in manoscritti presso la Biblioteca nazionale di Francia di Parigi.